# Francisco Arceo
Francisco Arceo (Fregenal de la Sierra, siglo XV-siglo XVI) fue un cirujano y escritor español.

## Biografía
Nació en la localidad pacense de Fregenal de la Sierra a finales del siglo XV. Estudió posiblemente en Salamanca o en Alcalá de Henares, donde era conocido por el cirujano Fernando Mena. Aún joven, ejerció la medicina en Llerena, Badajoz, Fuente de Cantos y otras ciudades extremeñas. Trabajó para Carlos V en el monasterio de los Jerónimos sito en la localidad de Guadalupe. Tuvo un hijo llamado también Francisco, médico y astrónomo, a cuya muerte hacia 1551 compuso un epitafio Benito Arias Montano mientras siendo aún estudiante en Alcalá.
Concluida su carrera, en 1516 fue nombrado médico y cirujano del convento de Guadalupe, y desde allí se trasladó a la ciudad de Llerena como médico y cirujano titular. Anastasio Chinchilla, en sus Anales históricos de la Medicina en general, aseguró que «su fama llegó a ser tanta, que de todas partes de España, y hasta de Francia e Inglaterra venían los enfermos a ponerse en su manos». Se dedicó también a la escritura, y dejó una obra titulada De recta cvrandorum vvlnerum ratione, impresa en Amberes por Plantino en 1574 gracias a la mediación de Arias Montano, con prefacio y notas del médico Álvaro Núñez. En contra de la voluntad de su autor, la obra fue traducida al inglés, al alemán y al neerlandés en los siglos XVI y XVII.
Falleció en la segunda mitad del siglo XVI.
Haciendo balance de sus métodos, Chinchilla ofrecía una valoración ambivalente de su figura como médico:

Así como Arceo es superior a todo elogio, pudiéndose considerar como un genio de la cirugía, es muy inferior en la medicina. Su tratado de calenturas es absolutamente empírico; en todo él no se nota una observación de mérito, pues no es más que un conjunto de recetas para corregir todos los sistemas de las calenturas que expone.